# Annika Skoglund
Annika Britta Skoglund Strååt, ogift Skoglund, född 5 november 1960 i Vänersborg, är en svensk operasångerska (sopran, mezzosopran).
Skoglund, som är uppväxt i Bengtsfors, studerade till operasångerska vid Operahögskolan i Göteborg. På 1980-talet sjöng hon också med jazzgruppen Opposite Corner samt den kristna rockgruppen  Salt. Därefter har hon haft ledande operaroller i exempelvis Carmen, Figaros bröllop och Madama Butterfly på scener som bland annat Kungliga Operan i Stockholm, Teatro La Fenice i Venedig, Den Norske Opera i Oslo, Göteborgsoperan, Drottningholms Slottsteater och på Wexford Opera Festival. Hon är även en eftertraktad konsertsångerska och har framträtt med orkestrar som Kungliga Filharmoniska Orkestern och Radiosymfonikerna i Stockholm, American Symphony Orchestra/de Preist, Royal Liverpool Philharmonic Orchestra/David/Pesek. Hon har gett ut sång- och pianoskivorna Duende med Love Derwinger (Ictus Musikproduktion 2009) och Harawi med Carl-Axel Dominique (Dominique Musik 2010).

## Teater

### Roller
| År   | Roll            | Produktion                                              | Regi         | Teater     |
| ---- | --------------- | ------------------------------------------------------- | ------------ | ---------- |
| 1985 | Maria Magdalena | Jesus Christ Superstar Andrew Lloyd-Webber och Tim Rice | Julie Arenal | Göta Lejon |